# (16816) 1997 UF9
1997 يو أف 9 (ويعرف أيضًا باسم (16816) 1997 يو أف 9 وفق تسمية الكوكب الصغير) (بالإنجليزية: 1997 UF9)‏ هو كويكب ضمن حزام الكويكبات؛ وترتيبه 16816 من حيث الاكتشاف.
اكتُشف هذا الجُرم الفلكي بواسطة بحث لنكولن عن الكويكبات القريبة من الأرض في 29 أكتوبر 1997.

## وصلات خارجية
- (16816) 1997 UF9 في قاعدة بيانات مختبر الدفع النفاث لأجرام النظام الشمسي الصغيرة

- الاكتشاف · مخطط المدار ·  العناصر المدارية · المعلمات المادية

- (16816) 1997 UF9 على موقع ويكي سكاي: DSS2, SDSS, GALEX, IRAS, Hydrogen α, X-Ray, Astrophoto, Sky Map, Articles and images